# Booth School of Business

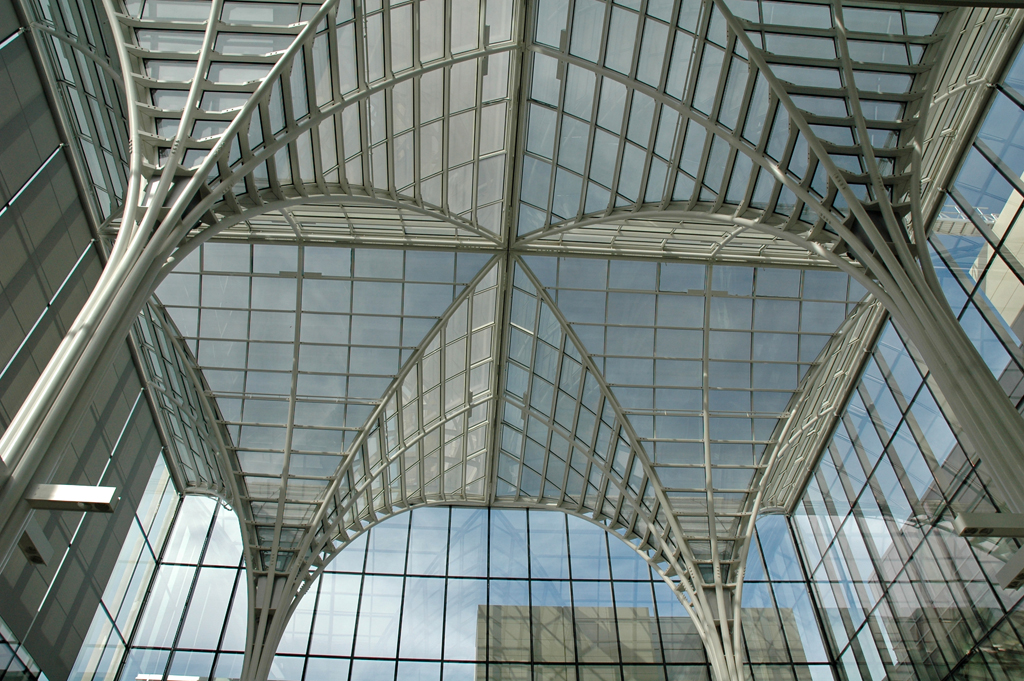
Il soffitto a volta in vetro della Booth School.

La Booth School of Business è una scuola di alta formazione post laurea (graduate school) in direzione d'azienda (business school) dell'Università di Chicago. Nota, in precedenza, come The University of Chicago Graduate School of Business, la Booth School è la seconda tra le più antiche business school degli Stati Uniti, la prima del genere a offrire un programma di Executive Master in Business Administration (MBA) e la prima a inaugurare un programma Ph.D. in Economia d'impresa.
La scuola ha assunto l'attuale nome nel 2008, dopo un finanziamento di 300 milioni di dollari ricevuto in dono dall'ex-allievo David G. Booth. La dotazione finanziaria di cui può disporre la scuola le permette di collocarsi al terzo posto tra le scuole di economia aziendale.
Il campus principale si trova nel quartiere Hyde Park di Chicago, all'interno del campus principale dell'Università di Chicago. La scuola detiene altri campus a Londra e a Singapore, e un altro in Downtown Chicago, sul Magnificent Mile.
Oltre all'attività didattica, i docenti della scuola conducono ricerche nel campo della finanza, dell'economia, della contabilità e delle ricerche di mercato quantitative.